# Cheryl Dijksteel
Cheryl Nancy Dijksteel (Paramaribo, 27 december 1975)  is een Surinaams faculteitsdirecteur, lid van enkele besturen, spreker en adviseur, waaronder voor de commissie Volksgezondheid van De Nationale Assemblée (DNA). Ze is sinds deverkiezingen van 2020 lid van De Nationale Assemblée voor de Vooruitstrevende Hervormings Partij.

## Biografie
Dijksteel studeerde rechten en verwierf op dit gebied een doctorstitel. Tijdens haar werkzame leven bleef ze studies volgen. Ze behaalde een mastergraad in volksgezondheidsrecht (AdeKUS), slaagde voor een diploma in onderzoeksethiek (St. George's University, Grenada) en behaalde een tweede mastergraad, in bio-/medische ethiek (Clarkson University, New York).
Van 2007 tot 2015 werkte ze bij het ouderencentrum Libi Makandra. Daarnaast was ze adviseur van de DNA-commissie Volksgezondheid over het opzetten en beheren van een ambulancedienst en spoedpost in Wanica, waar Libi Makandra sinds 2007 over beschikt. Vervolgens werd ze benoemd tot directeur/verandermanager van de faculteit Maatschappijwetenschappen aan de AdeKUS. In 2017 was ze spreker tijdens het evenement Inspiring Ladies of Color Speaking. Parttime werkt ze als hbo-docent en is ze voorzitter van de examencommissie van een hbo-instituut.
Ze kandideerde voor de VHP tijdens de verkiezingen van 2020. Kort daarvoor liet ook vakbondsleider Reshma Mangre weten verkiesbaar te zijn voor de VHP. Volgens partijleider Chan Santokhi zouden beide tot het dreamteam van het electoraat behoren. Tijdens de verkiezingen verwierf ze een zetel in DNA.
Tijdens de verkiezingen van 2025 werd zij op nummer 5 van de landelijke lijst van de VHP herkozen.